# Cratere Ximena
Ximena  è un cratere sulla superficie di Venere.